# Joachim Steinbrecher

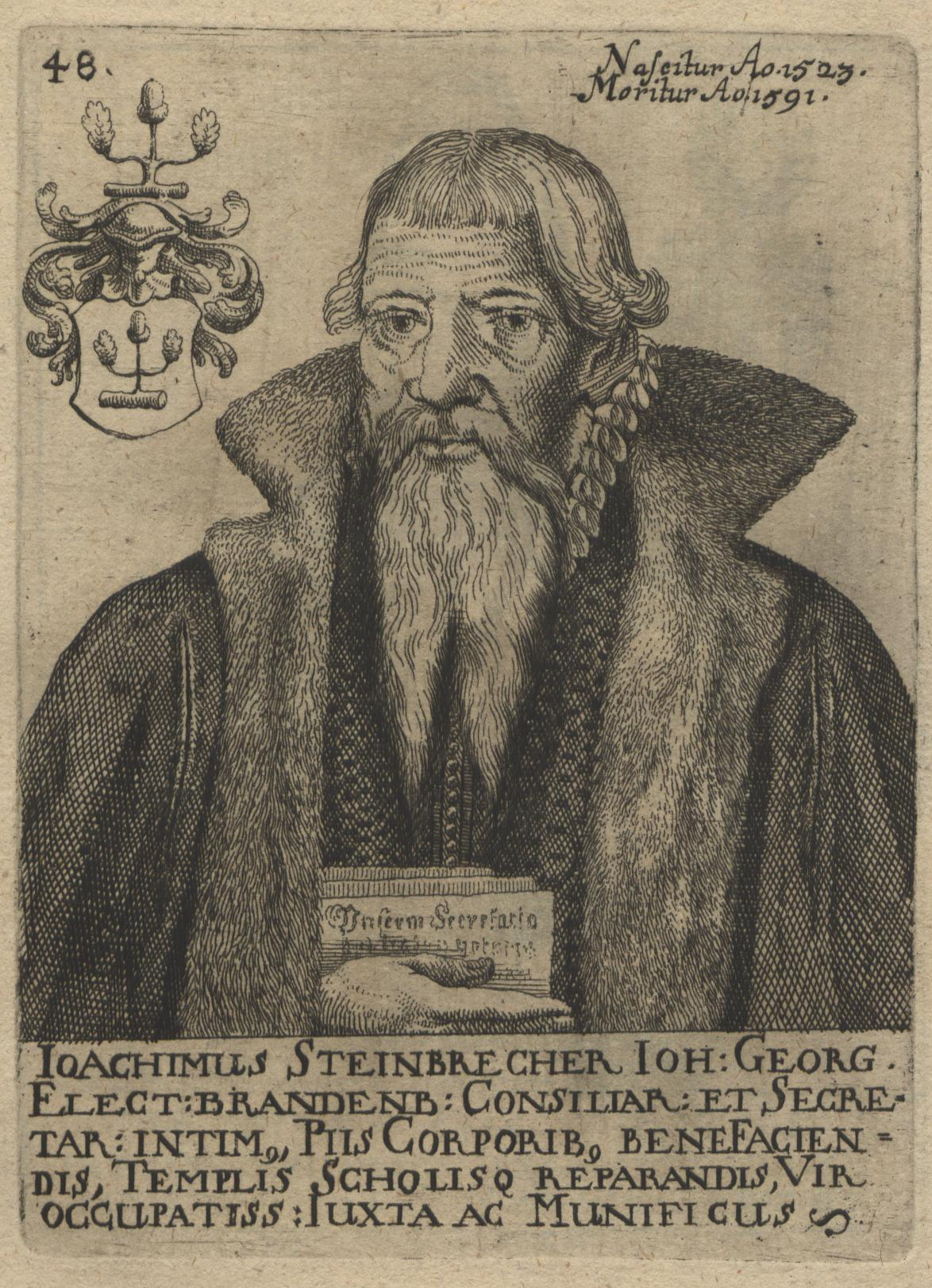
Steinbrecher in Martin Friedrich Seidels Bilder-Sammlung von 1671

Joachim Steinbrecher (* 1523; † 2. Mai 1598) war Lehnsekretär der Mark Brandenburg.

## Leben
Die Herkunft ist unbekannt. Joachim Steinbrecher machte eine juristische Ausbildung.  1564 wurde er Sekretär (Leiter) der Lehnskanzlei am kurfürstlichen Hof in Berlin. Er war auch kurfürstlicher Rat. Steinbrecher war maßgeblich an der Gründung des Gymnasiums zum Grauen Kloster 1573 beteiligt, für deren Bauten und Ausstattung er erhebliche Geldmittel zur Verfügung stellte. 1577 schrieb er eine Schulordnung.
Joachim Steinbrecher war 1573 an der Kirchenvisitation in der Mark Brandenburg beteiligt, ebenso an weiteren Visitationen 1579 in der Altmark und 1581 im Ruppiner Land.
Er war Besitzer des ehemaligen Abtshauses des Klosters Lehnin in der Heilig-Geist-Straße und eines Hauses in der Spandauer Straße in Berlin.

## Ehen und Nachkommen
Joachim Steinbrecher war zweimal verheiratet. Die zweite Ehefrau war Elisabeth Keller († 1599). Ein Sohn der beiden war Georg Steinbrecher († 1598). Für die drei gibt es Gedenksteine (Epitaphien) in der St.-Marien-Kirche in Berlin im Turmvorbau. Unbekannt ist das Verwandtschaftsverhältnis zu Joachim Steinbrecher, Magister, Hof- und Kammergerichtsrat, Assessor/Sekretär des Konsistoriums in Berlin, mitbeteiligt an der Visitation von 1581 (Cousin, Sohn?).